# Chamblac

Chamblac este o comună în departamentul Eure, Franța. În 1 ianuarie 2022 avea o populație de 359 de locuitori.